# Blond: Eva Blond! – Epsteins Erbe
Epsteins Erbe ist ein deutscher Kriminalfilm von Achim von Borries aus dem Jahr 2006. Es handelt sich um den fünften Film zur Sat.1-Kriminalfilmreihe Blond: Eva Blond! mit Corinna Harfouch in der Titelrolle. Die Erstausstrahlung erfolgte am 30. August 2006 als Mittwochsfilm zur Hauptsendezeit auf Sat.1.

## Handlung
Die unter einer Rechtschreibschwäche leidende Kommissarin Eva Blond ermittelt mit ihrem türkischen Assistenten Alyans Karan auf einen Drehschauplatz in der brandenburgischen Provinz wegen des Mordes eines Produzenten von Billig-Filmen, der während einer Probe zu Tode gekommen ist. Ins Visier der Ermittlungen geraten vor allem die an der Produktion mitbeteiligten Schauspieler Detlev und Daphne Feist.

## Produktionsnotizen
Die Dreharbeiten für Epsteins Erbe erstreckten sich unter dem Arbeitstitel No Business Like Showbusiness vom 24. August 2004 bis zum 27. September 2004 und fanden in Berlin und Umgebung statt.
Die Erstausstrahlung verfolgten im Vergleich zu den quotenstarken Vorgängerfilmen insgesamt nur 1,06 Millionen Zuschauer bei einem Marktanteil von 6,8 Prozent. In der werberelevanten Zielgruppe waren es lediglich 510.000 Zuschauer bei 7,3 Prozent Marktanteil.

## Kritik
Die Kritiker der Fernsehzeitschrift TV Spielfilm gaben dem fünften Film von Blond: Eva Blond! je einen von drei möglichen Punkten in den Kategorien „Humor“ und „Action“ sowie zwei Punkte in der Kategorie „Spannung“. Sie merkten an: „Die Referenzen an Hollywoods Schwarze Serie wirken streckenweise etwas bemüht, als humoriges Mörderrätsel aus der Welt der Illusionen und Eitel-keiten funktioniert der Film trotzdem recht schön.“ und konstatierten: „Sympathische B-Movie-Odyssee“. Der Film erhielt insgesamt die bestmögliche Wertung, Daumen nach oben.